# Grand Prix automobile de Monaco 1983
Le Grand Prix de Monaco 1983, le 41e disputé dans les rues de la principauté, est la 378e course de Formule 1 courue depuis 1950 et la cinquième épreuve du championnat 1983. 
Couru sur le circuit en ville, tracé autour du port de Monaco, le 15 mai 1983, sur 76 tours du circuit de 3,312 km (soit 251,712 km), il a été remporté par le champion du monde en titre, le Finlandais Keke Rosberg (Williams-Ford), vainqueur au volant de la Williams FW08C du 2e Grand Prix de sa carrière après son succès, l'année précédente, sur le circuit de Dijon lors du Grand Prix de Suisse. 

## Classement
| Pos. | No | Pilote             | Écurie            | Tours | Temps/Abandon                      | Grille | Points |
| ---- | -- | ------------------ | ----------------- | ----- | ---------------------------------- | ------ | ------ |
| 1    | 1  | Keke Rosberg       | Williams-Ford     | 76    | 1 h 56 min 38 s 121 (129,487 km/h) | 5      | 9      |
| 2    | 5  | Nelson Piquet      | Brabham-BMW       | 76    | + 18 s 475                         | 6      | 6      |
| 3    | 15 | Alain Prost        | Renault           | 76    | + 31 s 366                         | 1      | 4      |
| 4    | 27 | Patrick Tambay     | Ferrari           | 76    | + 1 min 04 s 297                   | 4      | 3      |
| 5    | 4  | Danny Sullivan     | Tyrrell-Ford      | 74    | + 2 tours                          | 20     | 2      |
| 6    | 23 | Mauro Baldi        | Alfa Romeo        | 74    | + 2 tours                          | 13     | 1      |
| 7    | 30 | Chico Serra        | Arrows-Ford       | 74    | + 2 tours                          | 15     |        |
| Abd. | 6  | Riccardo Patrese   | Brabham-BMW       | 64    | Suspension                         | 17     |        |
| Abd. | 2  | Jacques Laffite    | Williams-Ford     | 54    | Boîte de vitesses                  | 8      |        |
| Abd. | 35 | Derek Warwick      | Toleman-Hart      | 50    | Collision                          | 10     |        |
| Abd. | 29 | Marc Surer         | Arrows-Ford       | 49    | Collision                          | 12     |        |
| Abd. | 11 | Elio De Angelis    | Lotus-Renault     | 49    | Transmission                       | 19     |        |
| Abd. | 25 | Jean-Pierre Jarier | Ligier-Ford       | 33    | Hydraulique                        | 9      |        |
| Abd. | 16 | Eddie Cheever      | Renault           | 30    | Panne électrique                   | 3      |        |
| Abd. | 22 | Andrea De Cesaris  | Alfa Romeo        | 13    | Boîte de vitesses                  | 7      |        |
| Abd. | 28 | René Arnoux        | Ferrari           | 6     | Collision                          | 2      |        |
| Abd. | 26 | Raul Boesel        | Ligier-Ford       | 3     | Collision                          | 18     |        |
| Abd. | 9  | Manfred Winkelhock | ATS-BMW           | 3     | Collision                          | 16     |        |
| Abd. | 3  | Michele Alboreto   | Tyrrell-Ford      | 0     | Collision                          | 11     |        |
| Abd. | 12 | Nigel Mansell      | Lotus-Ford        | 0     | Collision                          | 14     |        |
| Nq.  | 36 | Bruno Giacomelli   | Toleman-Hart      |       | Non qualifié                       |        |        |
| Nq.  | 8  | Niki Lauda         | McLaren-Ford      |       | Non qualifié                       |        |        |
| Nq.  | 7  | John Watson        | McLaren-Ford      |       | Non qualifié                       |        |        |
| Nq.  | 31 | Corrado Fabi       | Osella-Ford       |       | Non qualifié                       |        |        |
| Nq.  | 17 | Eliseo Salazar     | RAM-Ford          |       | Non qualifié                       |        |        |
| Nq.  | 32 | Piercarlo Ghinzani | Osella-Alfa Romeo |       | Non qualifié                       |        |        |
| Npq. | 34 | Johnny Cecotto     | Theodore-Ford     |       | Non préqualifié                    |        |        |
| Npq. | 33 | Roberto Guerrero   | Theodore-Ford     |       | Non préqualifié                    |        |        |

## Pole position et record du tour
- Pole position : Alain Prost en 1 min 24 s 840 (vitesse moyenne : 140,537 km/h).
- Meilleur tour en course : Nelson Piquet en 1 min 27 s 283 au 69e tour (vitesse moyenne : 136,604 km/h).

## Tours en tête
- Keke Rosberg : 76 (1-76)

## Positions au championnat
| Pos. | Pilotes         | Pts | Pos. | Constructeurs | Pts |
| ---- | --------------- | --- | ---- | ------------- | --- |
| 1    | Nelson Piquet   | 21  | 1    | Ferrari       | 25  |
| 2    | Alain Prost     | 19  | 2    | Renault       | 23  |
| 3    | Patrick Tambay  | 17  | 3    | Brabham-BMW   | 21  |
| 4    | Keke Rosberg    | 14  | -    | McLaren-Ford  | 21  |
| 5    | John Watson     | 11  | -    | Williams-Ford | 21  |
| 6    | Niki Lauda      | 10  | 6    | Arrows-Ford   | 4   |
| 7    | René Arnoux     | 8   | 7    | Tyrrell-Ford  | 2   |
| 8    | Jacques Laffite | 7   | 8    | Alfa Romeo    | 1   |
| 9    | Eddie Cheever   | 4   | -    | Theodore-Ford | 1   |
| 10   | Marc Surer      | 4   |      |               |     |
| 11   | Danny Sullivan  | 1   |      |               |     |
| 12   | Johnny Cecotto  | 1   |      |               |     |

## À noter
- 2e victoire de sa carrière pour Keke Rosberg.
- 9e pole position de sa carrière pour Alain Prost.
- 17e victoire pour Williams en tant que constructeur.
- 154e victoire pour Ford-Cosworth en tant que motoriste.